# Teichospora collapsa
Teichospora collapsa är en lavart som beskrevs av Kerstin Holm och Lennart Holm. 
Teichospora collapsa ingår i släktet Capronia och familjen Herpotrichiellaceae. Arten är reproducerande i Sverige.